# ラーナー・ダッグバーティ
ラーマナイドゥ・ダッグバーティ（Ramanaidu Daggubati、1984年12月14日 - ）は、インドの俳優、映画プロデューサー、VFXコーディネーター、カメラマンで、「ラーナー・ダッグバーティ (Rana Daggubati)」または「ラーナー (Rana)」名義で活動している。ラーナーはテルグ語映画、タミル語映画、ヒンディー語映画で幅広く活動している。2004年にプロデューサーを務めた『Bommalata』で国家映画賞 テルグ語長編映画賞を受賞し、2006年にVFXコーディネーターを務めた『Sainikudu』ではナンディ賞 特殊効果賞を受賞している。
2010年のテルグ語映画『Leader』で主演として映画デビューし、フィルムフェア賞 南インド映画部門新人男優賞を受賞した。翌2011年の『Dum Maaro Dum』でヒンディー語映画デビューし、批評家から肯定的な評価を得た。2015年と2017年には、インド映画の興行記録を塗り替えた叙事詩的映画『バーフバリ 伝説誕生』『バーフバリ 王の凱旋』に出演し、悪役バラーラデーヴァを演じた。

## 人物
タミル・ナードゥ州チェンナイ出身で、父は映画プロデューサーのダッグバーティ・スレーシュ・バーブ。ラーナーの生まれたダッグバーティ＝アッキネーニ家はテルグ語映画界で活躍する著名な一家であり、祖父ダッグバーティ・ラーマナイドゥ（映画プロデューサー）、叔父ヴェンカテーシュ・ダッグバーティ（俳優）、従弟ナーガ・チャイタニヤ（俳優）などが知られている。
2016年、ラーナーは右目を失明しており、幼少期にL・V・プラサード病院で手術を受けていたことを公表した。現在の右目はドナー提供されたものであり、「左目だけで物を見ている」と語っている。2020年5月21日にブライダル・イベント会社の経営者ミヒーカ・バジャージとの婚約を発表した。

## キャリア

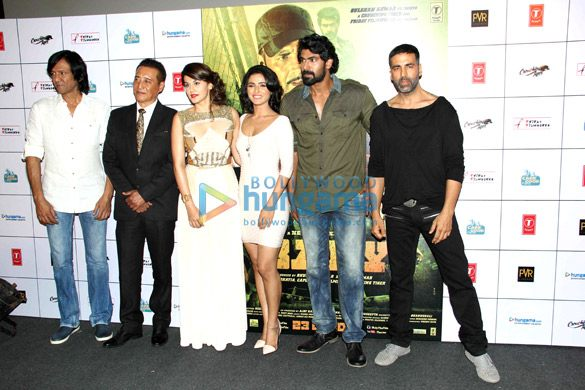
『Baby』の予告編発表会見（右から2人目がラーナー）

テルグ語映画デビュー作となった『Leader』で主演を務め、同作は興行的な成功を収めた。翌年には『Dum Maaro Dum』でヒンディー語映画デビューを果たし、ザ・タイムズ・オブ・インディアは「颯爽としたデビュー」と報じた。また、同紙の「2011年期待の新人俳優」にも選ばれて、「2011年最も好ましい男性」の20位に入選している。同年に『Nenu Naa Rakshasi』でも主演を務めるが、興行的には失敗している。2012年に『Naa Ishtam』『Department』『Krishnam Vande Jagadgurum』に続けて出演し、『Krishnam Vande Jagadgurum』は興行的な成功を収めた。
2013年には『Arrambam』に出演してタミル語映画デビューを果たした。また、『若さは向こう見ず』ではカメオ出演している。同年から2つの大きな映画プロジェクト（『ルドラマデーヴィ 宿命の女王』『バーフバリ 伝説誕生』）に参加した。『バーフバリ 伝説誕生』で演じた悪役バラーラデーヴァは、インディアン・エクスプレスから「映画の中で大きな変化を遂げる唯一の存在」として主人公バーフバリやヒロインのデーヴァセーナよりも面白いキャラクターと批評するなど高い評価を受け、国際的な知名度を得た。ラーナーはバラーラデーヴァを演じる際に、英国人俳優ダニエル・デイ＝ルイスを意識して演じている。また、バラーラデーヴァを演じるためにトレーニングを行い、1日2時間以上のウェイト・トレーニングと有酸素運動を実施し、炭水化物とタンパク質中心の生活を送った。

## フィルモグラフィー

### 出演

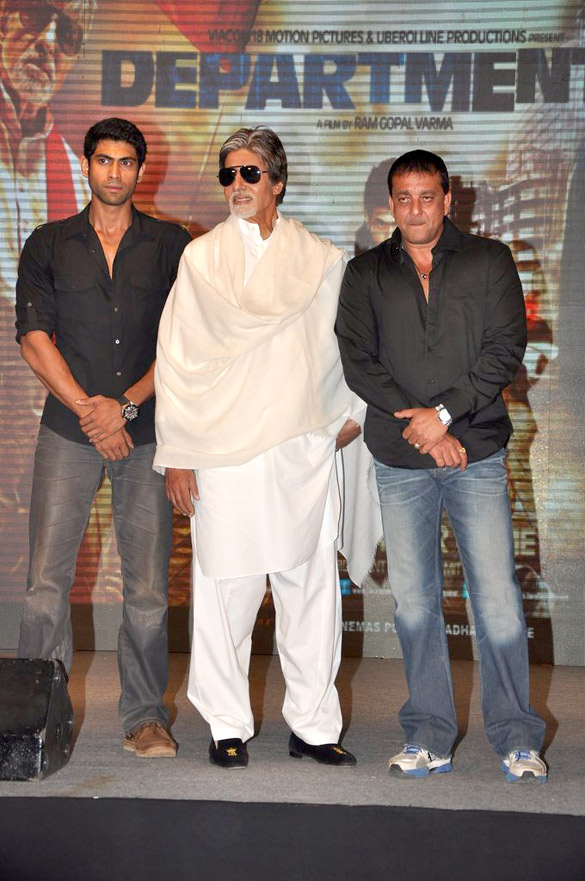
『Department』の製作会見（左からラーナー、アミターブ・バッチャン、サンジャイ・ダット）

- Leader（2010年） - アルジュン・プラサード
- Dum Maaro Dum（2011年） - ジョキ・フェルナンデス
- Nenu Naa Rakshasi（2011年） - アビマニュ
- Naa Ishtam（2011年） - ガネシュ
- Department（2012年） - シヴ・ナラヤン
- Krishnam Vande Jagadgurum（2012年） - バブ
- 若さは向こう見ず（2013年） - ヴィクラム
- Something Something（2012年） - 本人役
- Arrambam（2013年） - サンジャイ
- Baby（2015年） - ジャイ
- Dongaata（2015年） - 本人役
- バーフバリ 伝説誕生（2015年） - バラーラデーヴァ（英語版）
- ルドラマデーヴィ 宿命の女王（2015年） - チャールキヤ・ヴィーラバドラ
- Size Zero（2015年） - 本人役
- Bangalore Naatkal（2016年） - シヴァ・プラサード
- インパクト・クラッシュ（2017年） - アルジュン・ヴァルマー
- バーフバリ 王の凱旋（2017年） - バラーラデーヴァ
- Nene Raju Nene Mantri（2017年） - ジョゲンドラ
- Welcome to New York（2018年）
- N.T.R: Kathanayakudu（2019年） - ナラ・チャンドラバブ・ナイドゥ
- N.T.R: Mahanayakudu（2019年） - ナラ・チャンドラバブ・ナイドゥ
- ハウスフル4（英語版）（2019年） - パップー・ランジーラ
- Enai Noki Paayum Thota（2019年） - レーカ出演作の監督
- ハーティー 森の神（2021年） - ヴィーラバーラティ/ナレンドラ・ブパティ/スミトラナンダン
- 銃弾と正義（英語版）（2024年）

### 製作
- Bommalata（2004年） - 製作
- Sainikudu（2006年） - VFXコーディネーター